# Chiliagono

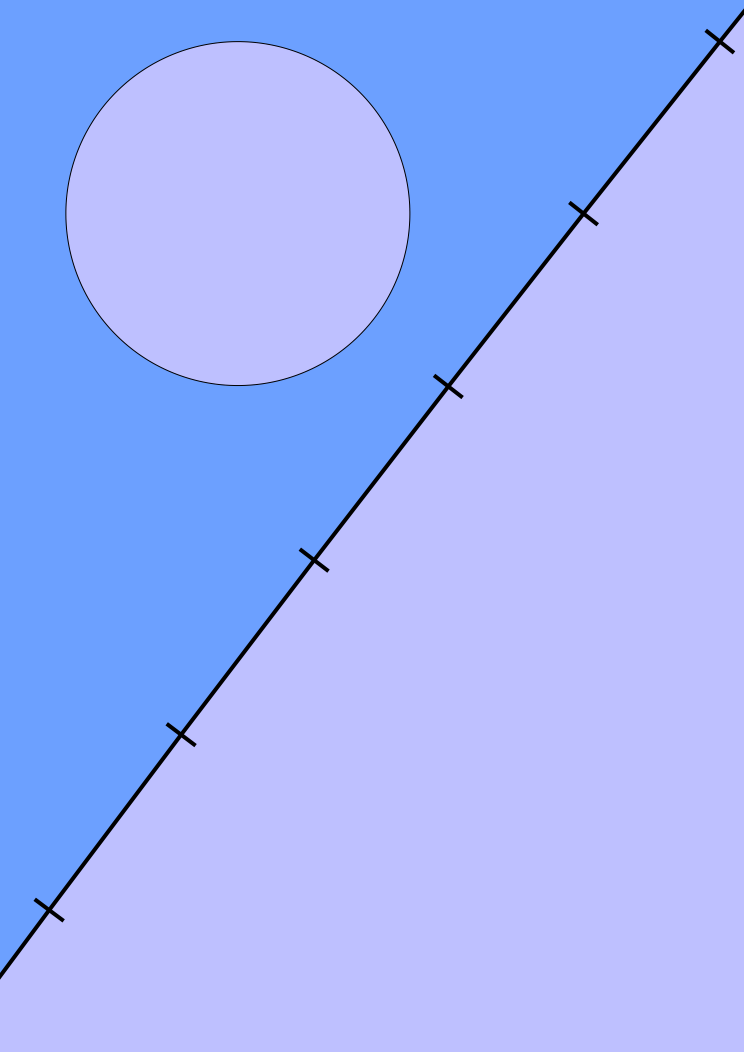
Un chiliagono non è distinguibile da un cerchio. La sezione inferiore è una porzione di chiliagono, 200 volte più grande di quella rappresentata nella parte superiore, in cui sono stati evidenziati i vertici.

Il chiliagono o 1000-gono è un poligono avente mille lati.
La misura di ogni angolo in un chiliagono regolare è di 179,64°.

## Storia
Cartesio usò il chiliagono come esempio nella sua sesta meditazione per dimostrare la differenza tra l'intelletto puro e l'immaginazione. 
Egli affermò che, immaginando un chiliagono, l'immagine prodotta non è chiara e distinta come quella che si ottiene immaginando, per esempio, un triangolo. Non è neanche differente da quella di un miriagono. In qualsiasi caso, si può capire cosa sia un chiliagono esattamente nella stessa maniera in cui si può concepire la struttura di un triangolo. 
Quindi, l'immaginazione deve essere in qualche maniera differente dall'intelletto, osservò Cartesio.